# Папужка синьокрилий
Папу́жка синьокри́лий (Neophema chrysostoma) — вид папугоподібних птахів родини Psittaculidae. Ендемік Австралії.

## Поширення

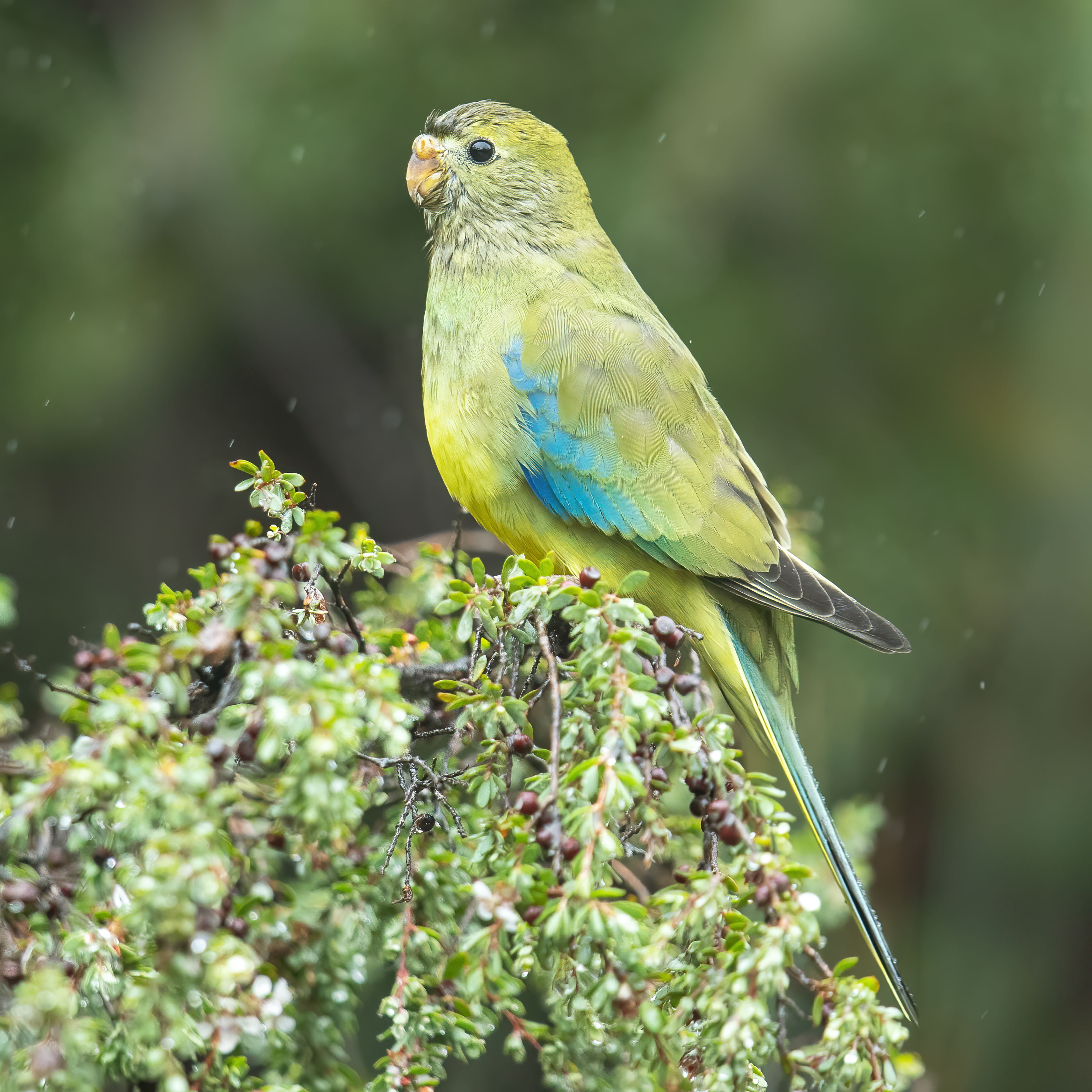
Neophema chrysostoma, Тасманія

Синьокрилі папужки гніздяться на материковій частині Австралії на південь від Великого Вододільного хребта в південній частині Вікторії від Порт-Альберта в Гіпсленді на захід до Нельсона, іноді на крайньому південному сході Південної Австралії, а також у північно-західній, центральній і східній частинах Тасманії. Частково мігранти. У період нерозмноження, з осені до ранньої весни, птахів реєструють у північній частині Вікторії, на сході Південної Австралії, у південно-західній частині Квінсленду та на заході Нового Південного Уельсу, а деякі птахи досягають південно-східних територій Нового Південного Уельсу та Східної Вікторії.

## Опис
Папужка завдовжки до 21 см і важить від 33 до 61 г. Статевий диморфізм не дуже виражений.
Самці мають бронзово-жовте тім'я та потилицю. Смуга насиченого синього кольору доходить до очей. Поводи та око жовті. Шия оливково-зелена з жовтим відтінком. Передня частина спини, а також круп і верхня частина хвоста мають тьмяно-оливковий колір. Щоки, боки шиї, горло і груди світло-зелені. Грудка стає жовтішою до нижньої частини грудей. Нижня частина тіла яскраво-жовта, у деяких особин також може виглядати злегка помаранчевим на животі. Дзьоб маленький, ніжний і темно-сірий. Райдужка темно-коричнева.
Самиці схожі на самців. Однак маківка і потилиця тьмяно-оливково-зелені. Темно-синя пов'язка на голові не дуже виражена у самиць. Синій колір крил світліший і схиляється до зеленого.

## Спосіб життя
Мешкають в евкаліптових лісах і відкритих лісах навесні та влітку, де вони розмножуються в дуплах дерев, відкладаючи 4—6 яєць. У штаті Вікторія вони розмножуються переважно у вересових лісах і рідколіссях, а також у вологих лісах відразу після пожежі або вирубки. У Тасманії восени багато птахів збираються на солончаках і сільськогосподарських угіддях перед міграцією, на материку мобільні зграї годуються на солончаках і грубих пасовищах у прибережній частині Вікторії. Інші птахи переміщаються на понад 100 км углиб країни, щоб годуватись у напівзасушливих чагарниках і розріджених луках. Вони харчуються на землі або поблизу неї насінням широкого спектра місцевих і інтродукованих трав, чагарників і кущів.